# Emma Scaunich
Emma Scaunigh (Udine, 1º marzo 1954) è un'ex maratoneta italiana.
È stata per 5 volte campionessa italiana di maratona, consecutivamente dal 1989 al 1993.

## Biografia
Ha partecipato anche ad una olimpiade (chiuse al 18º posto la maratona di Barcellona 1992) e ad un'edizione dei mondiali (chiuse al 20º posto la maratona di Roma 1987).
Ha ottenuto un secondo posto alla maratona di Chicago nel 1988, ed un oro a squadre nella coppa del mondo di maratona del 1985.
Nelle liste, nelle graduatorie e nelle classifiche delle gare a cui ha partecipato compare col cognome Scaunich. Tuttavia il suo vero cognome è Scaunigh.

## Campionati nazionali
1989
- Oro ai campionati italiani di maratona - 2h36'02"

1990
- Oro ai campionati italiani di maratona - 2h32'47"

1991
- Oro ai campionati italiani di maratona - 2h30'26"

1992
- Oro ai campionati italiani di maratona - 2h35'06"

1993
- Oro ai campionati italiani di maratona - 2h34'17"

## Altre competizioni internazionali
1987
- Bronzo alla Maratona di Venezia ( Venezia) - 2h31'19"

1988
- Argento alla Maratona di Chicago ( Chicago) - 2h29'46"

1989
- Oro alla Maratona di Venezia ( Venezia) - 2h36'02"

1990
- Oro alla Maratona d'Italia ( Carpi) - 2h32'47"

1991
- Argento alla Maratona d'Italia ( Carpi) - 2h30'26"

1992
- Oro alla Maratona di Venezia ( Venezia) - 2h35'06"

1993
- Oro alla Maratona di Torino ( Torino) - 2h34'17"
- Oro alla Maratona di Barcellona ( Barcellona) - 2h36'16"